# 普萊恩埃奇 (紐約州)
普萊恩埃奇（英語：Plainedge）是位於美國紐約州拿騷縣的普查規定居民點。

## 人口
根據2020年美國人口普查的數據，普萊恩埃奇的面積為3.64平方千米，皆為陸地。當地共有人口9517人，而人口密度為每平方千米2,614.56人。